# ژوزف روتبلات
ژوزف روتبلات (لهستانی: Joseph Rotblat؛ زاده ۴ نوامبر ۱۹۰۸ درگذشته ۳۱ اوت ۲۰۰۵) یک فیزیک‌دان اهل بریتانیا بود.
وی همچنین برنده جوایزی همچون جایزه صلح نوبل شده‌است.